# می‌پرستمت (ترانه)
«می‌پرستمت» (به انگلیسی: I Adore You) ترانه‌ای از گروهٔ موسیقی آلترناتیو راک کوئینادرینا می‌باشد که به‌عنوان سومین تک‌آهنگ از نخستین آلبوم استودیویی گروه تحت عنوان تاکسیدرمی (۲۰۰۰) منتشر گردیده‌است.